# Doxing
Doxing (z ang. dox, skrót od documents) – gromadzenie i publikowanie danych osobowych w Internecie, zazwyczaj w złym zamiarze wobec osoby, której dane dotyczą. W niektórych przypadkach wiąże się to również z identyfikacją anonimowych osób.
Powody doxingu mogą być różne, w tym samosąd, publiczne upokorzenie i nękanie.